# Опитер Вергиний Трикост
Опитер Вергиний Трикост (на латински: Opiter Verginius Tricostus; † 486 пр.н.е.) e от стария водещ патрициански род Вергинии. Той е първият представител от рода, който заема консулски пост.
През 502 пр.н.е. e заедно със Спурий Касий Вецелин консул на ранната Римска република. През войната против аврунките той превзема град Помеция, за което празнува триумф.
През 486 пр.н.е. Вергиний е народен трибун във войната против волските. След смъртта му по време на битката трупът му е изгорен заедно с още осем други трибуни в Рим.